# MLCH
MLCH  ist ein Handelsunternehmen in Klaipėda, Litauen. Es wurde als Filiale für Außenhandel von AB „Sterlitamak petrochemijos gamykla“ errichtet. Ziel des Unternehmens ist die Durchführung des Antioxidantien-Marketing- und Sales-Managements in der ganzen Welt.
Seit 2008 verkauft es den synthetischen Kautschuk auf dem EU-Markt. 2011 erzielte es den Umsatz von 669,312 Mio. Litas.